# Hamish Carter
Hamish Clive Carter (Auckland, 28 de abril de 1971) é um ex-triatleta neozelandês, campeão olímpico nos Jogos de 2004, em Atenas.

## Carreira
Carter estudou na Auckland Grammar School onde iniciou sua carreira como esportista competindo com sucesso no remo. Quando percebeu que não teria o mesmo desempenho à nível superior, resolveu mudar-se para o triatlo.
Em 2002 ganhou a medalha de bronze na competição de triatlo dos Jogos da Commonwealth de Manchester. Em seguida conquistou seu maior feito ao obter a medalha de ouro nos Jogos Olímpicos de 2004, derrotando o seu grande amigo e compatriota Bevan Docherty. Carter fez o tempo de 1:51:07.73, quase oito segundos mais rápido que Docherty. Em 3 de setembro de 2006 em Lausanne, Carter ganhou a medalha de prata no Campeonato Mundial após terminar 11 segundos atrás do britânico Tim Don.
Em 6 de março de 2007 anunciou sua aposentadoria após 14 anos de carreira e de ter vencido, entre outras competições, doze etapas da Copa do Mundo.